# Informationsutbytesdirektivet
Informationsutbytesdirektivet, eller direktiv (EU) 2023/977, är ett europeiskt direktiv som reglerar informationsutbyte mellan de nationella brottsbekämpande myndigheterna inom Europeiska unionen. Direktivet antogs den 10 maj 2023 av Europaparlamentet och Europeiska unionens råd. Det ersatte ett tidigare rambeslut från 2006. Direktivet skulle vara införlivat i de nationella lagstiftningarna senast den 12 december 2024.
Direktivet utgör en del av Schengenregelverket, men tillämpas även av Irland, trots att landet står utanför stora delar av Schengensamarbetet.